# Cụm tháp Executive (Dubai)
Tháp Executive là một phức hợp gồm 12 tòa tháp trong quá trình phát triển Vịnh Business tại Dubai, Các Tiểu vương quốc Ả Rập Thống nhất. Chúng bao gồm 10 tòa tháp dân cư, một tòa tháp thương mại được gọi là  Tháp Aspect  và một tòa tháp khách sạn 'Khách sạn Taj'. Chúng là những tòa nhà đầu tiên được hoàn thành trong Vịnh Business và nằm gần lối vào của khu.
Một khu nhà ba tầng kết nối tất cả các tòa tháp cùng với Tháp Vision gần đó, sẽ được kết nối bằng một lối đi đặc biệt. Hai tầng đầu của khu nhà bao gồm trung tâm mua sắm Bay Avenue với không gian bán lẻ rộng 16.300 m2 và sân thượng. Tầng thứ ba (tầng Plaza) được gọi là The Courtyard, nó gồm các trang thiết bị, khu vui chơi trẻ em, sân đài phun nước, sân trong tòa tháp và các cung đường đi bộ có mái che.

## Các tháp
Khu phức hợp bao gồm mười hai tòa nhà chọc trời:
| Hạng | Tên tháp                            | Chiều cao mét | Số tầng |
| ---- | ----------------------------------- | ------------- | ------- |
| 1    | Tháp Executive M / West Heights 1   | 210           | 52      |
| 2    | Tháp Executive B                    | 190           | 47      |
| 3    | Tháp Executive K / West Heights 3   | 186           | 46      |
| 4    | Tháp Executive H / West Heights 5   | 182           | 45      |
| 5    | Tháp Executive L                    | 182           | 45      |
| 6    | Tháp Executive G / West Heights 6   | 170           | 42      |
| 7    | Tháp Executive J / West Heights 4   | 170           | 42      |
| 8    | Tháp Aspect                         | 135           | 39      |
| 9    | Tháp Executive F / East Heights One | 120           | 30      |
| 10   | Tháp Executive E                    | 118           | 29      |
| 11   | Tháp Khách sạn Executive            | 114           | 28      |
| 12   | Tháp Executive C                    | 114           | 28      |

## Phát triển
Các tòa tháp được hoàn thiện với công viên, đài phun nước và bãi đỗ xe. Ngoài ra, khách sạn Executive ở khu cuối, đã bị đình trệ trong khi chờ nguồn tài chính cho phù hợp. Khách sạn được tiếp quản bởi chuỗi khách sạn Taj và mở cửa vào đầu năm 2015.